# Buková u Příbramě
Pour les articles homonymes, voir Buková.
Buková u Příbramě (en allemand : Bukowa) est une commune du district de Příbram, dans la région de Bohême-Centrale, en République tchèque. Sa population s'élevait à 389 habitants en 2020.

## Géographie
Buková u Příbramě se trouve à 8 km à l'ouest-sud-ouest de Dobříš, à 10 km au nord-est de Příbram et à 45 km au sud-ouest de Prague.
La commune est limitée par Rosovice à l'est, par Kotenčice au sud-est, par Pičín au sud, à l'ouest et au nord-ouest.

## Histoire
La première mention écrite de la localité date de 1336.

## Transports
Par la route, Buková u Příbramě se trouve à 9 km de Dobříš, à 9,5 km de Příbram et à 54 km de Prague.